# Jean-Marie Sermier
Jean-Marie Sermier, né le 5 mars 1961 à Nozeroy (Jura), est un homme politique français (député et conseiller régional).
Membre du parti Les Républicains, il est député de la troisième circonscription du Jura depuis 2002 où il est vice-président de la commission du développement durable de l’Assemblée nationale. Depuis le vendredi 2 juillet 2021, il est conseiller régional de Bourgogne-Franche-Comté où il siège à la commission permanente. Il est également président de la Fédération nationale des élus des entreprises publiques locales (FNEPL) depuis octobre 2017.

## Biographie
Jean-Marie Sermier, né le 5 mars 1961 à Nozeroy (Jura) de parents agriculteurs, est titulaire d'un BTS spécialisé dans la production animale. Il se marie en 1983 et est père de trois enfants.
De 1983 à 1992, il travaille à la Chambre d'agriculture du Jura, d'abord au service technique puis à la réalisation des études de l'autoroute A39. Il devient ensuite viticulteur.

### Carrière politique

#### Cramanset le Val d’Amour
Jean-Marie Sermier a été élu au Conseil municipal de Cramans de 1983 à 2014 et devient maire de 1989 à 2014, en l'emportant chaque fois au premier tour. C'est au cours de ces mandats qu'est fondé, en 1991, le SIVOM du canton de Villers-Farlay dont Jean-Marie Sermier devient le président. Ce SIVOM est remplacé en 1992 par la communauté de communes du Val d'Amour (regroupant alors 24 communes et 9 500 habitants). Jean-Marie Sermier en est le président de 1994 à 2014.
Parallèlement à ses activités municipales, Jean-Marie Sermier est élu conseiller général du Jura dans le canton de Villiers-Farlay. Il devient vice-président du conseil général en 1998. Dans le cadre de ce mandat, Jean-Marie Sermier suit des dossiers relatifs à l'aménagement du territoire sur tout le Jura par exemple, la rénovation du Collège de l'Arc ou la zone Innovia. Il négocie avec chacune des 29 communautés de communes du Jura un contrat de partenariat pour la réalisation d'opérations phares[Lesquelles ?].  

#### Ville deDole
En 2014, Jean-Marie Sermier est élu maire de Dole, plus grande ville du Jura (24.000 habitants) et sous-préfecture du Département. Il gagne dès le premier tour face au maire PS sortant avec 56,45 % des voix.
Jean-Marie Sermier et son équipe lancent plusieurs projets : rénovation du centre-ville, projet de complexe sportif et aquatique, création d’un multiplex cinéma, déploiement de la vidéoprotection, armement de la police municipale. Ce programme se poursuit lors du mandat de son successeur, Jean-Baptiste Gagnoux.
Il est à l'origine de la création de la première société d’économie mixte à opération unique (SEMOP) de France, Doléa, chargée de gérer l’alimentation en eau et l’assainissement à Dole.
À la suite de sa réélection lors des élections législatives de 2017 où il fait 59,25 % sur Dole, il doit se conformer aux nouvelles règles relatives au non-cumul des mandats et quitte son poste de maire de Dole au profit de son premier adjoint, Jean-Baptiste Gagnoux. Il reste néanmoins conseiller municipal et conseiller communautaire du Grand Dole, animateur de la majorité municipale.
En juillet 2021, après son élection au Conseil Régional, il démissionne de ses mandats de conseiller municipal de Dole et communautaire au Grand Dole.

#### Vie parlementaire
Le 16 juin 2002, Jean-Marie Sermier est élu député du Jura (3e circonscription) avec 55,34 % des suffrages face à Dominique Voynet, ancienne ministre du Gouvernement Jospin. Durant cette première législature, il est membre de la commission de la Défense nationale et Forces armées.
Il est réélu en 2007 face au candidat PS Patrick Viverge (54,51 %). Il intègre la commission Développement durable et aménagement du territoire. Il participe notamment aux travaux sur l’agriculture, la valorisation des produits agricoles et le développement des transports ferroviaires publics.
En 2012, c’est face à Sylvie Laroche, candidate PS, qu’il est réélu (53,17%). Il reste membre de la commission Développement durable et aménagement du territoire. Il en devient d’ailleurs vice-président en 2014. Il s'investit sur les sujets de la biodiversité (189 interventions) et des infrastructures de transports (37 interventions). Il est l’orateur du groupe Les Républicains sur le projet de loi pour la reconquête de la biodiversité.
Il participe à plusieurs groupes d’études en particulier ceux ayant trait à la viticulture. Il co-préside une mission parlementaire sur les maladies des bois de la vigne dont le rapport est remis à Stéphane Le Foll, alors Ministre de l’Agriculture, le 27 octobre 2015.
Il est l’auteur ces dernières années de plusieurs propositions de loi, en particulier sur les maladies des bois de la vigne et sur la valorisation des écoles de production.
Il est réélu député en juin 2017 avec 58,27 % des voix (arrivant en tête dans tous les cantons de la circonscription) face à Paul-Henri Bard, candidat Modem. À l’Assemblée nationale, il est élu vice-président de la commission du développement durable et de l'aménagement du territoire.
Il participe à la mission « La France des Territoires » portée par le Député de l’Ain Damien Abad.
Le 12 octobre 2017 à Bordeaux, il est élu président de la Fédération nationale des entreprises publiques locales (FNEPL). Cette association nationale d’élus locaux représente les 1254 entreprises publiques locales de France (SEM, SPL, SEMOP).
Il s'oppose à la suppression des niches fiscales sur le gazole dont jouissent les transporteurs, comme demandé par la Convention citoyenne pour le climat.
Le 15 janvier 2022, lors d'une conférence de presse, il annonce qu'il ne sera pas candidat à sa réélection pour un 5e mandat.

#### Conseil régional de Bourgogne-Franche-Comté
Le 30 août 2020, il est désigné, avec le maire de Chalon-sur-Saône Gilles Platret, pour former un ticket pour la liste Les Républicains pour les élections régionales de 2021 en Bourgogne-Franche-Comté.
La liste "Pour la Bourgogne et la Franche-Comté" (LR-DLF-MEI-LMR-UDI-SL-LC) conduite par Gilles Platret arrive finalement deuxième aux élections régionales avec 24,23 % des voix. Dans le Jura, la liste conduite par Jean-Marie Sermier obtient 25,43 % des voix.
Ainsi, Jean-Marie Sermier est élu conseiller régional de Bourgogne-Franche-Comté et prend ses fonctions le vendredi 2 juillet 2021. Il siège au sein de la commission permanente, avec cinq autres élus issus de la liste "Pour la Bourgogne et la Franche-Comté" conduite par Gilles Platret.

#### Les Républicains(LR)
Il est le président de la fédération Les Républicains du Jura.
Il soutient François Fillon pour la primaire présidentielle des Républicains de 2016 et pour l'élection présidentielle de 2017.

## Synthèse des mandats

### En tant que député
- 19 juin 2002 - 21 juin 2022 : Député du Jura (3e circonscription du Jura)

### En tant que conseiller régional
- Depuis le 2 juillet 2021 : Conseiller régional de Bourgogne-Franche-Comté

### En tant que maire
- Du 20 mars 1989 au 27 mars 2014 : Maire de Cramans (Jura)
- Du 28 mars 2014 au 17 juillet 2017 : Maire de Dole (Jura)
- Depuis le 17 juillet 2017 : Conseiller municipal de Dole (Jura)

### En tant que conseiller départemental
- Du 2 avril 1992 au 4 avril 2014 : Conseiller départemental du Jura (Canton de Villers-Farlay)
- Du 28 mars 1998 au 22 mars 2008 : Vice-président du Conseil départemental du Jura (Canton de Villers-Farlay)

### En tant que conseiller communautaire
- Du 4 février 1994 au 16 avril 2014 : Président de la communauté de communes du Val d'Amour (Jura)
- Depuis le 17 avril 2014 : Conseiller communautaire du Grand Dole (Jura)

## Prises de position

### Lundi sans viande
Le 15 janvier 2019, à la suite de l'appel de 500 personnalités pour un lundi sans viandes, et alors même qu'il est vice-président de la commission du développement durable, il publie sur Twitter la photo d'une entrecôte et dit s'engager « à manger chaque lundi midi une bonne viande ». Ce tweet provocateur et émaillé d'une faute d'orthographe a provoqué un vaste mouvement d'indignation sur Twitter, jusque dans son propre camp.

### Bioéthique
Lors d'une interview au journal du lycée Nodier de Dole début 2020, il déclare être contre la PMA et la GPA, indiquant qu'elles mèneraient à terme à la « marchandisation des femmes »[réf. nécessaire].